# Kmotr Mrázek II. Krakatice
Kmotr Mrázek II. Krakatice je kniha novináře Jaroslava Kmenty založená na policejním spisu Krakatice, jehož součástí byly přepisy odposlechů telefonů Františka Mrázka, Igora Šafranka, Luďka Sekyry a Martina Hejla.
Prvním odposlechem je telefonní hovor Mrázka z 2. ledna 2000, ve kterém si domlouvá na následující den schůzku s "Honzou", "Igorem" a "Sekyrkou" ohledně privatizace stavební firmy IPS. Posledním odposlechem je hovor Mrázka a Šafranka z 11. dubna 2001, ve kterém se baví o "Téčkově" nástavbě za šest milionů.